# Včela (spotřební družstvo)
Spotřební družstvo Včela bylo založeno v roce 1905 pod názvem Ústřední dělnický spolek konsumní „Včela“. Ve dvacátých letech 20. století byla Včela ve společném vlastnictví sociálních demokratů a komunistů. Ve třicátých letech družstvo ovládli komunisté.
Pro členy Včely vycházel věstník a výchovný list pro družstevnictví „Včela“. Družstvo působilo v Praze a středních Čechách a fungovalo na základě distribuce potravin z velkoskladů do jednotlivých prodejen detašovaných v dělnických čtvrtích. Největší velkosklad stál ve Vysočanech. Včela provozovala také stáčírny nápojů, balicí linky a spolupracovala s družstevní pekárnou v Berouně. 
V období socialismu bylo jedním z takzvaných lidových spotřebních družstev. Po roce 1989 se družstvu nepodařilo nastartování nového družstevnictví v rámci tržní ekonomiky a bylo nakonec ovládnuto podnikatelem Radovanem Vítkem, který družstvo přeměnil na akciovou společnost. Ta pak v roce 2009 ukončila činnost.

## Historie

### Ústřední dělnický spolek konsumní (1904)
Ústřední dělnický spolek konsumní (ÚDSK) byl založen v roce 1904 a 28. května 1905 se konala jeho ustavující valná hromada. Budoucí Včela vznikla pod názvem Ústřední dělnický spolek konsumní (ÚDSK). Sídlem společnosti se stal dům Typografické besedy ve Smečkách.
„Účelem společenstva jest opatřovati svým členům společným nákupem, pokud možno z prvé ruky nebo vlastní výrobou dobré a levné zboží všeho druhu, především potřeby pro domácnost, zařizovati prodejny po celých Čechách, kde dostatečný počet členů se přihlásil a z čistého výtěžku věnovati částky na podporu a vzdělávání členů, po případě na stavbu dělnických domů.“

Včela byla také jedním z iniciátorů v roce 1908 založeného sociálně-demokratického Ústředního svazu československých družstev. Až do tohoto roku byla členem ve Vídni sídlícího Ústředního svazu rakouských konsumních spolků (Zentralverband der Österreichischen Konsumvereine). Celková tržba Včely dosahovala před 1. světovou válkou téměř 1,8 miliónu, v září 1914 měla Včela 8 264 členů a 74 zaměstnanců soustředěných kolem 24 prodejen, většina z nich se nacházela na území budoucí Velké Prahy.

### Včela, ústřední dělnický konsumní, úsporný a stavební spolek (1923–1938)
V roce 1923 skončil jako ředitel družstva Jan Havránek a na jeho místo nastoupil tzv. skalní komunista Antonín Zmrhal. Tento rok lze také považovat za počátek střetu uvnitř družstva mezi sociálními demokraty a komunisty. Po ovládnutí Včely komunisty se sociální demokraté rozhodli založit vlastní pražské spotřební družstvo „Rovnost“. Jeho ustavující valná hromada se konala dne 14. května 1931.
Včela byla od svého počátku typickou obchodní organizací, nakupovala ve velkém a zboží pak prodávala svým členům. Od svých dodavatelů odebírala jak hotové výrobky tak i suroviny, které však sama nezpracovávala a ty dále členům prodávala. Vedení družstva se však od samého počátku snažilo o výrobu co největšího množství produktů vlastními silami a omezovat spolupráci s dodavateli na odběr surovin či polotovarů. Již před první světovou válkou se kapitálově účastnila ve „Velkonákupní společnosti družstev – VDP v Praze“ a ve „Společenském mlýnu“ v Říčanech. Dovršením těchto snah bylo otevření centrálního skladu ve Vršovicích v letech 1929–1930, ve kterém byla soustředěna i řada přidružených výrob – mlékárna, stáčírna (pivo, víno, sodovka, ovocné šťávy, ocet atd.), pražírna (kávy i obilí na kávoviny). Pekárna se nacházela v Brandýse nad Labem, truhlářská dílna v Kladně atd. Na přelomu 20. a 30. let tak měla Včela téměř vše z vlastní produkce – od chleba přes nakládanou zeleninu až po prací prášek, mýdlo a nábytek.
„Včela“, ústřední dělnický konsumní, úsporný a stavební spolek v Praze, společnost s r. o. sídlil v Praze XII. na Tylově náměstí čp. 15. Od 9. ledna 1924 do 15. ledna 1939 vydávalo družstvo dvakrát do měsíce věstník „Včela“, s podtitulem Věstník a výchovný list pro družstevnictví, věnovaný členům „Včely“.
Základem komunistické družstevní strategie bylo podchytit družstevníky, kteří byli současně členy či jasnými sympatizanty KSČ, a následně je využívat k proletářské práci uvnitř družstva. Za tímto účelem si strana vedla seznamy o tom, ve kterých družstvech a na jaké pozici jsou aktivní. Úkolem těchto lidí bylo vytvářet ve družstvech (obvodech, dozorčích výborech, prodejnách) komunistické frakce a následně pak politickou aktivitu:
- Členové frakce měli na prodejně či v družstvu šířit komunistické myšlenky (formou přátelských rozhovorů, pořádáním besed, šířením komunistického tisku) a získávat tak co nejvíce členů do této frakce (do KSČ a jejích satelitních organizací).[2]

- Komunistické frakce se měly pokoušet družstvo ovládnout a získat většinu v jeho vedení. Pokud se to nedařilo, vytvořit minimálně menšinu, s kterou bylo třeba vyjednávat nebo při jakékoli příležitosti diskreditovat sociálně-demokratické vedení (v dobové terminologii „pomahače kapitalismu“ či „sociálfašisty).[2]

- Úkolem komunistických frakcí bylo pomáhat při organizování různých komunistických aktivit, popřípadě narušovat aktivity na podporu vedení ÚSČD. Družstevníci se měli účastnit komunistických stávek, demonstrací, pochodů atd.
- Družstva, kde získali komunisté většinu, pak aktivně vystupovala v třídním boji – podporovala stávkující, a to nejen personálně, ale i materiálně.[2]

- Mezi další aktivity komunistických frakcí patřilo zasílání žádostí, protestů, petic jménem celého družstva (pokud se je podařilo ovládnout) či jen svým vlastním.[2]

Včela celkem štědře přispívala na aktivity, které KSČ organizovala a z nichž získávala politický kapitál (například v letech 1931 a 1932 poskytla 350 tisíc Kč stávkovým výborům a 323 tisíc Kč na podporu nezaměstnaných). Brožura vydaná Včelou k jejímu 30. výročí založení uváděla, že se jednalo 0,25 % obratu (tedy asi 700 000 korun během jediného hospodářského roku 1931–1932) na podporu nezaměstnaných.
Dalším přínosem Včely pro KSČ bylo vybírání příspěvků (třeba formou zboží) mezi svými členy na pomoc stávkujícím (a později také např. republikánskému Španělsku za občanské války). Včela také pořádala tělovýchovné aktivity a soutěže, které vedly k získání dovedností potřebných pro práci v aparátu KSČ nebo pro práci ilegální. Kromě toho byla Včela pro KSČ přímým rezervoárem členů či funkcionářů.
Včela sloužila komunistické straně také jako propagační nástroj její ideologie. Prostřednictvím družstva mohla obsáhnout desetitisíce (s rodinnými příslušníky statisíce) osob. Nezanedbatelný byl též vděk osob, kterým pomohla.
Tito členové vůči družstvu nepochybně cítili vděk – a jistě si ho spojovali také s komunistickou stranou, která družstvo ovládala. Zvláště tehdy, kdy byla komunistická agitace v družstvu takřka všudypřítomná, což zejména v první polovině 30. let byla. Pro běžné členy to bylo prostě „strana a její družstvo“, kdo jim zlepšoval život.

KSČ vnímala Včelu jako nástroj k třídnímu boji. Jejím hlavním úkolem bylo podporovat komunistickou stranu v tomto boji a všemožně k němu přispívat (lidmi, úsilím, atd.) tak, aby mohlo být socialismu dosaženo v prudkém, revolučním střetu, v němž měl být svržen kapitalismus. Naopak družstevní strategie sociálních demokratů stavěla do popředí ekonomický užitek svých členů, propagaci kolektivního hospodářství a tím tak přispět k dosažení socialismu poklidnou, parlamentní a evoluční cestou.
Například 11. června 1926 při komunistickém táboru lidu bránily nákladní automobily velkonákupního družstva Včela komunistické demonstranty tím, že najížděly do stráží.
Ve třicátých letech vedení Včely svolalo do Prahy aktiv funkcionářů Včely a mimo jiné požadovalo získávání nových členů do družstva Včely, během asi roční akce bylo nabráno 25 000 členů a družstvo založilo i vlastní pohřební fond. Prodejny kromě obchodní činnosti prováděly i politickou. Minimální členský podíl byl podle stanov 200 Kč.
V roce 1933 komunistická senátorka Stejskalová zmínila Včelu jako největší družstvo v Československu, přičemž 90 % jejích spotřebitelů je dělnických a neopomněla si postěžovat, že Velkonákupna (VDP) ovládaná sociálními demokraty poškozuje Včelu například při přidělování sádla, jehož potřebu pokrývá jen asi z 1/4. V projevu zmínila, že Včela byla společně s dalšími 50 družstvy vyloučena ze Svazu družstev, a postěžovala si i na perzekuci dělnických družstev (četníci v rámci soupisu „nespolehlivých elementů ve státní službě“ zjišťovali, není-li některý ze státních zaměstnanců členem Včely).
V roce 1935 komunistický senátor Kindl označil Včelu za „jediné proletářské družstvo“ a uvedl, že v rámci boje proti komunistické straně a celé dělnické třídě jsou prohledávány kanceláře Včely, aby stát měl záminku ji rozpustit a zabrat její majetek. Včela byla podezírána z distribuce štvavých materiálů a z pomoci říšskoněmeckým emigrantům. Komunističtí senátoři Nedvěd a Dvořák uvedli, že od 18. února 1935 je proti „proletářskému družstevnímu hnutí, representovanému naší Včelou“ a proti revolučnímu hnutí dělnickému, KSČ a říšskoněmeckým emigrantům vedena měšťáckým, fašistickým a vládně-socialistickým tiskem rozsáhlá kampaň. A že lidé, kteří z Německé říše utekli před Hitlerem, byli podezírání ze špionáže pro Hitlera, a Včela byla na základě toho obviňována, že její zaměstnanci a funkcionáři na Kladensku, Slánsku a Lounsku jim pomáhali, půjčovali místnosti ke schůzím a ochotně je převáželi.
V březnu 1937 v parlamentní diskusi o platech školních inspektorů poslanec Chalupa lobboval za to, aby učitelstvo mělo kladnější a vřelejší poměr k živnostenskému a obchodnickému stavu, přičemž zkritizoval ministerstvem schválenou učebnici počtů pro IV. ročník měšťanské školy (autoři Komárek, Mráz a Svatoš) za to, že dělá „zřejmou reklamu komunistickým a socialistickým konsumům“ a početními příklady mládež přesvědčuje, že požehnáním je jenom podnikání kolektivní. Jedním z kritizovaných příkladů bylo: „Konsumní úsporné družstvo v Hořicích mělo 396 členů, kteří ušetřili ročně 97 045 Kč, konsumní družstvo Včela mělo 508 000 členů, jejich roční úspory byly 1 206 800 Kč. Vypočtěte průměrnou roční úsporu jednoho člena obou družstev.“
V družstvu Včela v Praze-Vysočanech strávil za první republiky část své pracovní kariéry například budoucí československý komunistický prezident Antonín Novotný. Po zákazu KSČ v roce 1938 se jako dělník k práci ve Včele vrátil a zároveň se účastnil i ilegální práce KSČ. Ve Včele pracoval od roku 1929 jako údržbář i zakládající člen KSČ a pozdější pražský primátor Adolf Svoboda ve 30. letech zde pracoval i pozdější reformní komunista František Vodsloň. Literární kritik, historik a pozdější stalinistický ideolog Ladislav Štoll v letech 1932–1933 ve Včele vydával časopisy Včela, Proletářský družstevník a Svět práce.

## Nákupní, výrobní, stavební a úsporné družstvo Bratrství (1939-1945)
V roce 1939 Ministerstvo vnitra rozpustilo všechny orgány KSČ a dosadilo u těchto spolků správní komisi: 
- „Včela“, Ústřední dělnický konsumní, úsporný a stavební spolek s.r.o. (zrušen 28. ledna 1939)
- „Druta“, Svépomocné výrobní a prodejní družstvo dělníků řeznických a uzenářských v Praze (zrušen 28. ledna 1939)
- „Svépomoc“, výrobní družstvo dělníků pekařských v Praze (zrušen 28. ledna 1939)
- Výrobní družstvo dělnické pekárny ve Slaném (zrušen 30. ledna 1939)
- Lidový dům v Libušíně, Družstvo „Budoucnost“ v Hořicích,Lidový dům v

Dne 28. května 1939 se konala řádná valná hromada družstva „Rovnost“, na níž bylo družstvo přejmenováno na „Bratrství“. Dne 23. června 1939 byly výnosem ministerstva vnitra zrušeny: Včela, Spotřební družstvo Velké Prahy, Spotřební družstvo pro Velkou Prahu a Národní konsum na Vysočanech a všechna tato družstva byla sloučena s Bratrstvím.
Už na svém červnovém sjezdu roku 1939 se spotřebitelská družstva sloučila v jednotnou organizaci, přičemž tři revisní svazy po sloučení vytvořily „Sdružení“ Ústřední svaz družstev, dvě velkonákupny se sloučily v jednotnou Velkonákupní společnost VDP a 5 konzumních družstev v Praze v jedno družstvo „Bratrství“. Sloučením pražských spotřebních družstev v „Bratrství“ vznikl v Praze kolos o 700 prodejnách. Po sloučení pražských spotřebních družstev bylo pak zrušeno celkem 125 prodejen. V souvislosti s likvidací družstev ve středních Čechách bylo v roce 1940 zlikvidováno 117 prodejen a vytvořena organizace nových obvodních družstev pro střední Čechy. Následně se pokračovalo se slučováním družstev na Moravě. Nákupní, výrobní, stavební a úsporné družstvo »Bratrství« v Praze se nadále slučovalo s dalšími výrobními družstvy, přičemž vznikl mamutí družstevní podnik, který v tomto stavu přečkal druhou světovou válku.
Český národ uctívá památku Reinharda Heinricha a odsuzuje zločinný atentát...Take Nákupní, výrobní, stavební a úsporné družstvo »Bratrství« v Praze uspořádalo sraz zaměstnanců v šesti pracovních úsecích pražských a v ústředním skladě v Kladně.
Venkov, 12.06.1942
Většina českých družstev za okupace přežila, ale dosavadní demokratická struktura střechových organizací byla nahrazena přísně kontrolovanými svazy a centrálami. Mnoho činovníků českého družstevního hnutí zahynulo za heydrichiády, někteří se zachránili útěkem za hranice: mezi ně patřil i ředitel Včely Antonín Zmrhal, který v roce 1939 uprchl do Polska a Ruska a po válce se tal komunistickým ministrem obchodu a poté ředitelem nově vzniklé Ústřední rady družstev. Prodejny Včely v okolí Prahy za války sloužily jako styčné body odbojářů.

## Včela, lidové spotřební družstvo (1945-1989)
Důležité upozornění hrotovské veřejnosti! Spotřební družstvo Vzájemnost Včela má již zahájiti provoz v příštím zásobovacím období. Kdo ještě nemá přihlášku, nechť si ji vyzvedne u s. Salákové nebo přímo na sekretariátě KSČ v Hrotovicích. Podíl je 300 Kčs a může být splácen. Konsum bude prodávat všechno, tedy i textil. Nezapomeňte, že v družstevnictví je sila!
Jiskra, týdeník  komunistické strany třebíčského kraje 1946

### Socializace maloobchodu a družstevnictví
Zákonem č. 187/1948 Sb. vznikla dne 3. 8. 1948 Ústřední rada družstev se sídlem v Praze, která povinně soustředila všechna družstva a zastupovala je navenek. Do této rady byla začleněno i pražské družstvo „Včela-Bratrství“ a brněnské „Vzájemnost-Včela“. Z rozhodnutí ÚV KSČ ze dne 23. 7. 1952 připadlo zásobování venkovských a zemědělských oblastí spotřebním družstvům a státní obchod Pramen obsluhoval města a průmyslové oblasti.
V roce 1949 sestával socialistický maloobchod ze znárodněného maloobchodu a družstevního maloobchodu. Družstevní provozovny ve městech byly předány Pramenu, ostatní se staly součástí nově vznikajících „venkovských spotřebních družstev“ SELP, řízených Okresními družstevními svazy. Prodejny spotřebních družstev (např. Jednota, spotřební a výrobní družstvo Žatec; Severočeská Včela, konzumní, výrobní a úsporné družstvo Česká Lípa; SKD Severočeské konzumní a výrobní družstvo Liberec; Vzájemnost, Západomoravské konzumní družstvo Třešť) obsluhovaly především prodejny potravin ve městech. Na venkově prodávaly vše, na co byl tamní zákazník navyklý. Spotřební družstva se stala jedinou formou venkovského socialistického maloobchodu. Tento ze Sovětského svazu přejatý systém byl v roce 1956 zrušen, čímž zanikly i Okresní svazy spotřebních družstev. 
V roce 1957 vznikla síť Jednot (okresních spotřebních družstev). V roce 1966 došlo k obnovení družstva pod názvem: Včela, lidové spotřební družstvo se sídlem v Praze (Hradební 1).

### Velkonákupna spotřebních družstev, závod Včela
V roce 1967 byla zřízena Velkonákupna spotřebních družstev, jež měla pro družstevní prodejny obstarávat zásoby zboží (potravinářského charakteru a úzký okruh průmyslového zboží denní potřeby) a zajišťovat pro družstva dovoz tohoto zboží. Velkonákupna spotřebních družstev vlastnila i některé potravinářské výrobní podniky:
- Velkonákupna spotřebních družstev podnik ČSSD v Praze (Revoluční 13)
- Velkonákupna spotřebních družstev, závod VČELA v Předboji (pošta Kojetice u Prahy)
- Velkonákupna spotřebních družstev, závod MYKOPRODUKTA v Blatné
- Velkonákupna spotřebních družstev, závod DRUŽSTEVNÍ VINNÉ SKLEPY v Hodoníně (Zámecké náměstí 1)[23]

Mykoprodukta zpracovávala lesní plody (hlavně houby) a závod Včela zpracovával med z místních zdrojů a prováděl export tohoto zboží. Řídícím orgánem byl Český svaz spotřebních družstev a Slovenský svaz spotřebních družstev. Na krajské úrovni byla družstva řízena Krajským svazem spotřebních družstev.

## Včela Předboj, akciová společnost
Dne 15. září 1999 odkoupila Včela, spotřební družstvo Praha, se sídlem Praha 8, Střelničná 1347/47, identifikační číslo 00032468, od spotřebního družstva Jednota Cheb část obchodní sítě, čítající 23 prodejen, velkoobchod v Chebu a učňovské středisko. Družstvo bylo Českým svazem včelařů  se sídlem Křemencova 8, Praha 1 přeměněno na akciovou společnost Včela Předboj se sídlem v Kojeticích u Prahy.  V konkurenčním prostředí se stal podnik akciové společnosti Včela Předboj ztrátovým. Pohltil jak celoživotní úspory řady akcionářů-včelařů tak i řadu státních a svazových sanací či dotací. Koncem září 2004 v podstatě ukončil provoz.
V dubnu 2008 se jediným akcionářem Včely a. s. stala Czech Property Investments (CPI), kterou vlastnila kyperská firma Gandolf Consultancy Limited. V roce 2009 ukončila akciová společnost Včela činnost a její majetek přešel na společnosti Czech Property Investments a CPI Reality. Ze Svazu českých a moravských spotřebních družstev bylo družstvo Včela Praha pro neplnění podmínek vyloučeno, podobně jako Jednota Cheb.

### Ovládnutí Radovanem Vítkem
Radovan Vítek nejprve najal kolem 3000 nových členů, s jejich pomocí se mu podařilo přehlasovat dosavadní akcionáře a změnit stanovy společnosti. Soudy později prohlásily přijaté stanovy za neplatné a potvrdily, že stále platí stanovy z roku 1995, avšak odmítly zrušit usnesení a rozhodnutí členských schůzí konaných po změně stanov. Radovan Vítek a jeho advokát tvrdili, že všichni členové družstva byli řádně vyplaceni, že všechny soudní rozsudky byly v jeho prospěch a že celá věc je po právní stránce „křišťálově čistá“. V červnu 2009 Nejvyšší soud ČR uznal oprávněnost dovolání a vrátil spor opět k soudu prvního stupně. V srpnu 2009 se původní členové družstva obrátili se žádostí o pomoc též na Evropskou komisi, přičemž škodu vyčíslili na 6 miliard Kč. Náhradu škody požadovali včelaři po státu ČR a to s odůvodněním, že stát neplnil své povinnosti k ochraně jejich majetku.